# ميلفين غولدستاين
ميلفين غولدستاين (بالإنجليزية: Melvyn Goldstein)‏ هو عالم إنسان وأستاذ جامعي أمريكي، ولد في 8 فبراير 1938 في نيويورك في الولايات المتحدة.

## وصلات خارجية
- ميلفين غولدستاين على موقع IMDb (الإنجليزية)